# Estadio Santo Domingo de Guzmán
El Estadio Santo Domingo de Guzmán es un recinto deportivo de fútbol ubicado en el municipio de Mixco, Guatemala. Fue construido en los años 2017 y 2018; y ampliado en septiembre de 2019. Tiene una capacidad actual de 5.200 espectadores y se construyó con el objetivo de ser el estadio local del Deportivo Mixco, club que juega en la Liga Nacional por primera vez en su historia. Este estadio es parte de un complejo polideportivo que construyó el Ministerio de Cultura y Deportes en el norte de la ciudad.

## Historia
El recinto comenzó su construcción en 2014 finalizando en 2016 después de un retraso de un año. Es parte de un complejo polideportivo construido por el Ministerio de Cultura y Deportes en terreno de su propiedad. Fue inaugurado el 15 de septiembre de 2018, estuvieron presentes el presidente de Guatemala Jimmy Morales, el ministro de Cultura y Deportes José Luis Chea Urruela, y el alcalde de Mixco, Neto Bran y diputados. El partido inaugural se celebró el 17 de septiembre entre el Deportivo Mixco y La Liga Municipal a las 8 de la noche.